# 班納河
46°22′34″N 8°06′07″E / 46.37606°N 8.10207°E

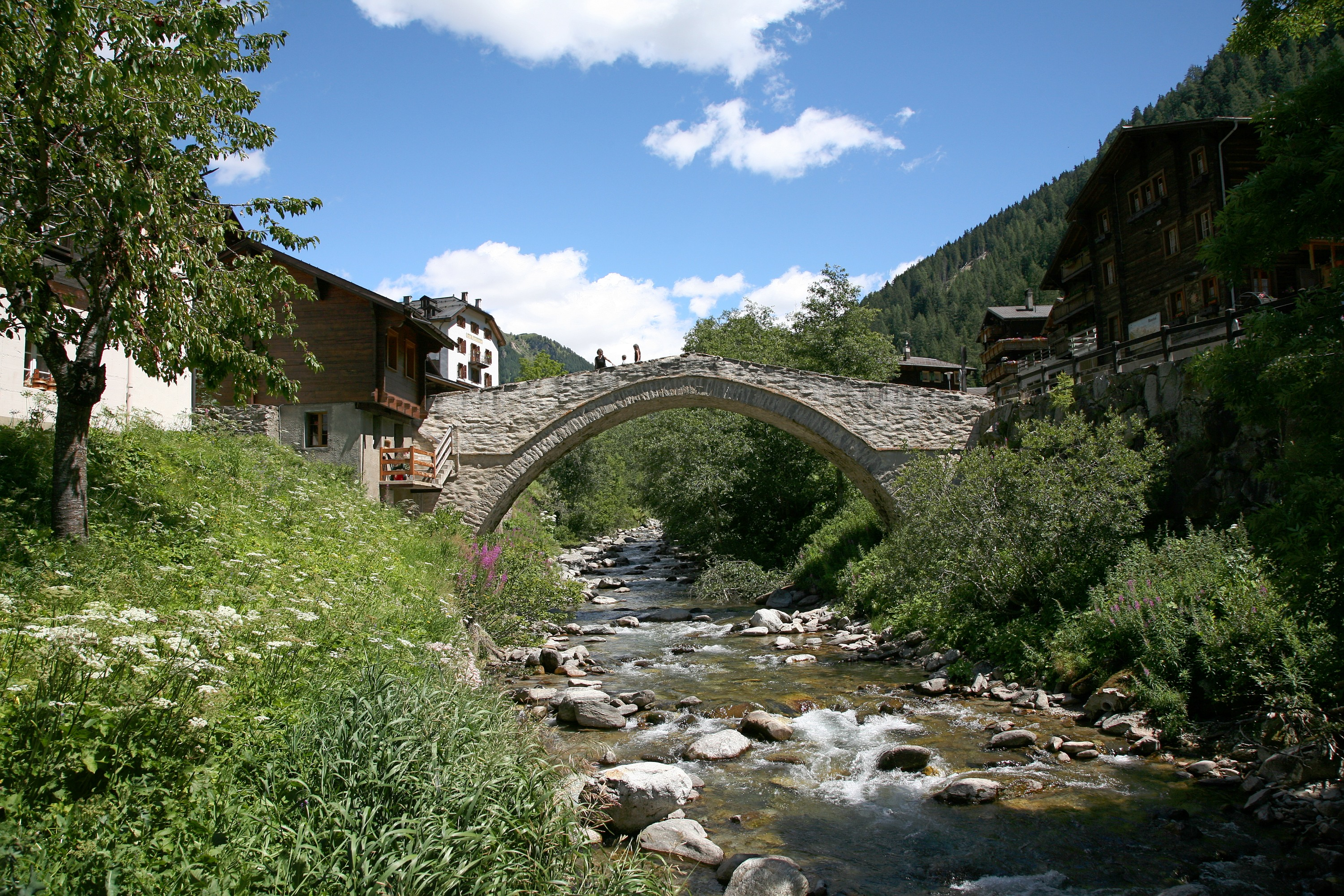

班納河是瑞士的河流，位於該國西南部，流經瓦萊州，屬於羅訥河的左支流，河道全長19公里，流域面積117平方公里，發源自奧芬峰，河口處在格朗日奧勒。